# شیرو ساگیسو
شیرو ساگیسو (انگلیسی: Shirō Sagisu؛ زادهٔ ۲۹ اوت ۱۹۵۷) موسیقی‌دان اهل ژاپن است. وی از سال ۱۹۷۸ میلادی تاکنون مشغول فعالیت بوده‌است.